# Kista Isaksen
Kista Isaksen (* 1972 oder 1973 in Qaqortoq) ist eine ehemalige grönländische Handballtorhüterin und Kommunalpolitikerin (Inuit Ataqatigiit).

## Leben und Karriere
Kista Isaksen stand bei der Handball-Weltmeisterschaft 2001 im Kader der grönländischen Nationalmannschaft, die sich zum ersten und bislang einzigen Mal in der Geschichte für dieses Turnier qualifizieren konnte und dabei unter 24 teilnehmenden Mannschaften den letzten Platz belegte. Sie debütierte bereits am 27. Dezember 1998 bei der 16:37-Niederlage gegen Island für die Nationalmannschaft – im ersten Länderspiel der Grönländerinnen überhaupt – und bestritt insgesamt neun Länderspiele, in denen sie keinen Treffer erzielte. Auf Vereinsebene spielte Isaksen für GSS Nuuk. Im Jahr 2005 fungierte Isaksen als Leiterin der grönländischen Delegation bei der U-18-Panamerikameisterschaft der Frauen; bei dem in Brasilien ausgetragenen Turnier konnten die Grönländerinnen die Bronzemedaille gewinnen.
Isaksen wuchs in ihrem Geburtsort Qaqortoq auf. Sie ließ sich im Bereich Wirtschaft und Verwaltung ausbilden und arbeitete seit 2008 zunächst als Fachlehrerin und später als Ausbildungsleiterin an der grönländischen Handelsschule Niuernermik Ilinniarfik. Bei der Kommunalwahl 2013 kandidierte die sie für die Inuit Ataqatigiit erfolgreich um einen Sitz im Rat der Kommune Kujalleq, vier Jahre später trat sie nicht erneut an. Im Juli 2017 wurde sie, die im Jahr zuvor eine Ausbildung an der Universität von Grönland begonnen hatte, zur Sozialchefin der Kommune Kujalleq ernannt; diesen Posten hatte sie bis ins Jahr 2020 inne. 2025 wurde sie Leiterin der Handelsschule, während sie zuvor im Bildungsministerium angestellt war.
Sie ist nicht zu verwechseln mit der gleichaltrigen Kiista P. Isaksen, die ebenfalls zeitweise Sozialchefin der Kommune Kujalleq war.